# Yanocephalus yanonis
Yanocephalus yanonis är en insektsart som beskrevs av Matsumura 1902. Yanocephalus yanonis ingår i släktet Yanocephalus och familjen dvärgstritar. Inga underarter finns listade i Catalogue of Life.